# San Antonio, Departamento de Ocotepeque
San Antonio är en ort i Honduras.   Den ligger i departementet Departamento de Ocotepeque, i den västra delen av landet, 200 km väster om huvudstaden Tegucigalpa. San Antonio ligger 880 meter över havet och antalet invånare är 962.
Terrängen runt San Antonio är huvudsakligen kuperad, men den allra närmaste omgivningen är platt. San Antonio ligger nere i en dal. Runt San Antonio är det ganska tätbefolkat, med 139 invånare per kvadratkilometer. Närmaste större samhälle är Corquín, 12,1 km nordost om San Antonio. Omgivningarna runt San Antonio är en mosaik av jordbruksmark och naturlig växtlighet.